# Olympische Sommerspiele 1968/Leichtathletik – Hochsprung (Männer)
Der Hochsprung der Männer bei den Olympischen Spielen 1968 in Mexiko-Stadt wurde am 19. und 20. Oktober 1968 im Estadio Olímpico Universitario ausgetragen. 39 Athleten nahmen teil.
Olympiasieger wurde der  US-Amerikaner Dick Fosbury. Silber gewann sein Landsmann Ed Caruthers, Bronze ging an Walentin Gawrilow aus der Sowjetunion.
Der Hochsprungwettbewerb wurde durch die neue Sprungtechnik des Siegers bekannt. Dick Fosbury gewann die Goldmedaille mit dem nach ihm benannten Fosbury-Flop.
Für die Bundesrepublik Deutschland – offiziell Deutschland – starteten Gunther Spielvogel, Ingomar Sieghart und Thomas Zacharias. Während Zacharias an der Qualifikationshöhe scheiterte, qualifizierten sich Spielvogel und Sieghart für das Finale. Spielvogel wurde Siebter, Sieghart Neunter.
Michel Portmann und Thomas Wieser vertraten die Schweiz. Beide scheiterten in der Qualifikation.

Hochspringer aus der DDR – offiziell Ostdeutschland, Österreich und Liechtenstein nahmen nicht teil.

## Rekorde

### Bestehende Rekorde

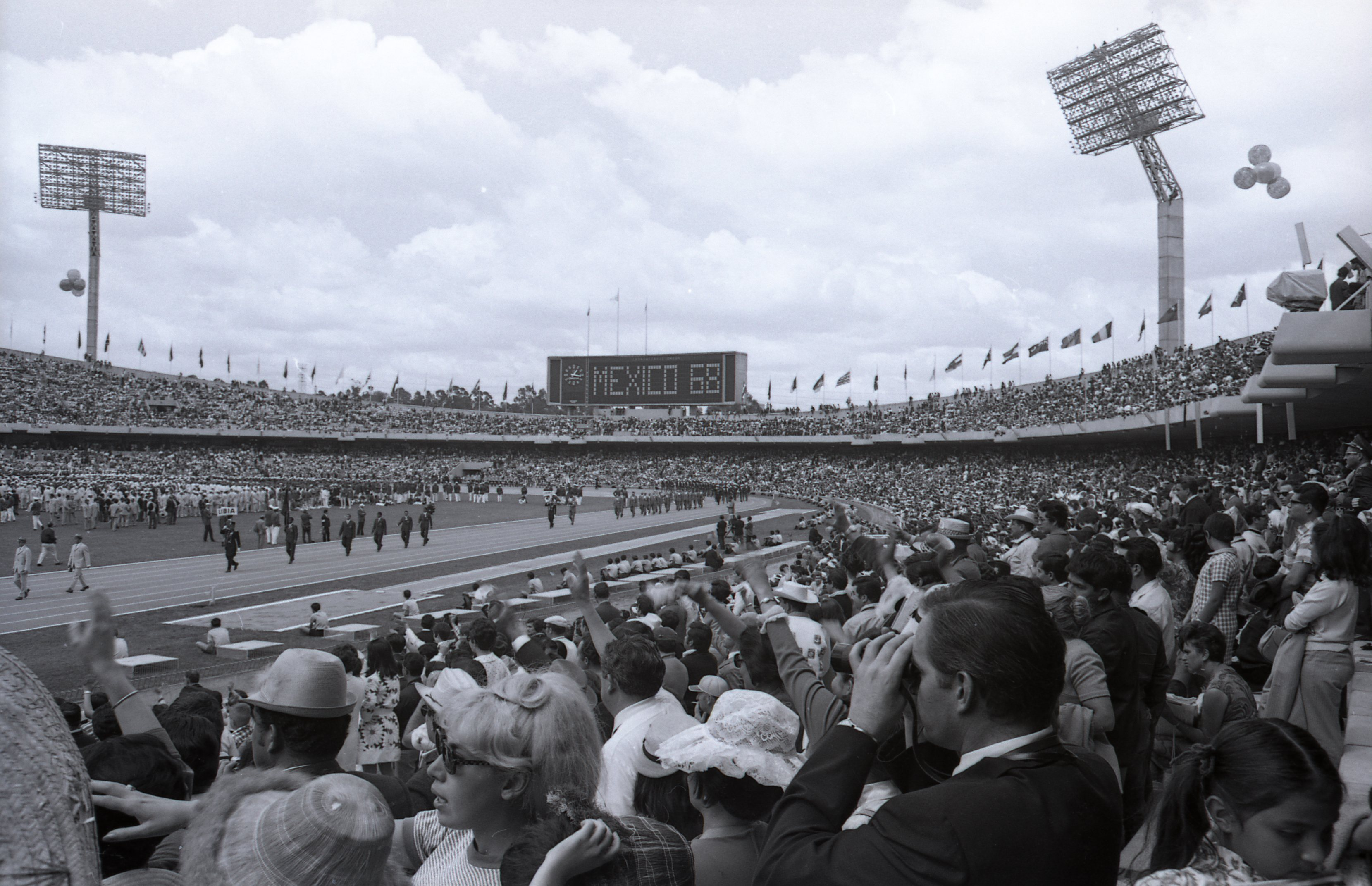
Das Olympiastadion während der Eröffnungsfeier 1968

| Weltrekord         | 2,28 m | Waleri Brumel ( Sowjetunion) | Moskau, Sowjetunion (heute Russland) | 21. Juli 1963    |
| Olympischer Rekord | 2,18 m | Waleri Brumel ( Sowjetunion) | Finale OS Tokio, Japan               | 21. Oktober 1964 |
| Olympischer Rekord | 2,18 m | John Thomas ( USA)           | Finale OS Tokio, Japan               | 21. Oktober 1964 |

### Rekordegalisierungen / -verbesserungen
Der bestehende olympische Rekord wurde im Finale am 21. Oktober zunächst zweimal egalisiert und anschließend sechsmal verbessert:
- 2,18 m (egalisiert) – Dick Fosbury (USA), erster Versuch
- 2,18 m (egalisiert) – Ed Caruthers (USA), dritter Versuch
- 2,20 m – Dick Fosbury (USA), erster Versuch
- 2,20 m – Ed Caruthers (USA), erster Versuch
- 2,20 m – Walentin Gawrilow (Sowjetunion), erster Versuch
- 2,22 m – Dick Fosbury (USA), erster Versuch
- 2,22 m – Ed Caruthers (USA), zweiter Versuch
- 2,24 m – Dick Fosbury (USA), dritter Versuch

## Durchführung des Wettbewerbs
39 Springer traten am 19. Oktober in zwei Gruppen zu einer Qualifikationsrunde an. Sechs Athleten – hellblau unterlegt – übersprangen die Qualifikationshöhe von 2,14 m für den direkten Finaleinzug am 20. Oktober. Damit war die Mindestanzahl von zwölf Finalteilnehmern noch nicht erreicht, sodass die nächst platzierten Springer, die 2,09 m gemeistert hatten (sieben Wettbewerber – hellgrün unterlegt), ebenfalls das Finale erreichten.

## Zeitplan
19. Oktober, 10:00 Uhr: Qualifikation

20. Oktober, 14:30 Uhr: Finale
Anmerkung: Alle Zeiten sind in Ortszeit Mexiko-Stadt (UTC −6) angegeben.

## Legende
Kurze Übersicht zur Bedeutung der Symbolik – so üblicherweise auch in sonstigen Veröffentlichungen verwendet:
| – | verzichtet   |
| o | übersprungen |
| x | ungültig     |

## Qualifikation
Datum: 19. Oktober 1968, ab 10:00 Uhr

### Gruppe A
| Platz | Name                | Nation           | 1,80 m | 1,85 m | 1,90 m | 1,95 m | 2,00 m | 2,03 m | 2,06 m | 2,09 m | 2,12 m | 2,14 m | Höhe (m) |
| ----- | ------------------- | ---------------- | ------ | ------ | ------ | ------ | ------ | ------ | ------ | ------ | ------ | ------ | -------- |
| 1     | Dick Fosbury        | USA              | –      | –      | –      | –      | –      | o      | –      | o      | –      | o      | 2,14     |
| 2     | Ed Caruthers        | USA              | –      | –      | –      | –      | –      | o      | o      | –      | o      | o      | 2,14     |
| 3     | Waleri Skworzow     | Sowjetunion      | –      | –      | –      | –      | o      | –      | o      | o      | xo     | o      | 2,14     |
| 4     | Lawrie Peckham      | Australien       | –      | –      | –      | o      | o      | –      | o      | o      | o      | xo     | 2,14     |
| 5     | Miodrag Todosijević | Jugoslawien      | –      | –      | –      | –      | o      | –      | o      | o      | o      | xxx    | 2,12     |
| 6     | Reynaldo Brown      | USA              | –      | –      | –      | –      | –      | –      | xo     | –      | o      | xxx    | 2,12     |
| 7     | Walentin Gawrilow   | Sowjetunion      | –      | –      | –      | –      | o      | xo     | o      | o      | o      | xxx    | 2,12     |
| 8     | Robert Sainte-Rose  | Frankreich       | –      | –      | –      | –      | o      | –      | o      | o      | xo     | xxx    | 2,12     |
| 9     | Gunther Spielvogel  | BR Deutschland   | –      | –      | –      | –      | o      | o      | o      | o      | xo     | xxx    | 2,12     |
| 10    | Thomas Zacharias    | BR Deutschland   | –      | –      | –      | –      | –      | –      | o      | o      | xxx    |        | 2,09     |
| 11    | Wiktor Bolschow     | Sowjetunion      | –      | –      | –      | –      | o      | –      | xo     | xo     | xxx    |        | 2,09     |
| 12    | Jaroslav Alexa      | Tschechoslowakei | –      | –      | –      | –      | o      | –      | o      | xxo    | xxx    |        | 2,09     |
| 12    | Henry Elliott       | Frankreich       | –      | –      | –      | –      | o      | –      | o      | xxo    | xxx    |        | 2,09     |
| 14    | Rudolf Hübner       | Tschechoslowakei | –      | –      | –      | –      | o      | o      | o      | xxx    |        |        | 2,06     |
| 14    | Kenneth Lundmark    | Schweden         | –      | –      | –      | –      | o      | o      | o      | xxx    |        |        | 2,06     |
| 14    | Tony Sneazwell      | Australien       | –      | –      | –      | o      | o      | –      | o      | xxx    |        |        | 2,06     |
| 17    | Peter Boyce         | Australien       | –      | –      | –      | o      | xo     | –      | xo     | xxx    |        |        | 2,06     |
| 18    | Polde Milek         | Jugoslawien      | –      | –      | –      | –      | o      | –      | xxx    |        |        |        | 2,00     |
| DNS   | Bo Jonsson          | Schweden         |        |        |        |        |        |        |        |        |        |        |          |
| DNS   | Jan Dahlgren        | Schweden         |        |        |        |        |        |        |        |        |        |        |          |

### Gruppe B
| Platz | Name               | Nation         | 1,80 m | 1,85 m | 1,90 m | 1,95 m | 2,00 m | 2,03 m | 2,06 m | 2,09 m | 2,12 m | 2,14 m | Höhe (m) |
| ----- | ------------------ | -------------- | ------ | ------ | ------ | ------ | ------ | ------ | ------ | ------ | ------ | ------ | -------- |
| 1     | Ahmed Sénoussi     | Tschad         | –      | –      | –      | –      | –      | –      | o      | o      | o      | xo     | 2,14     |
| 2     | Giacomo Crosa      | Italien        | –      | –      | –      | –      | o      | –      | o      | o      | o      | xo     | 2,14     |
| 3     | Ingomar Sieghart   | BR Deutschland | –      | –      | –      | –      | o      | o      | o      | o      | o      | xxx    | 2,12     |
| 4     | Luis María Garriga | Spanien        | –      | –      | –      | xo     | –      | o      | xo     | o      | o      | xxx    | 2,12     |
| 5     | Kuniyoshi Sugioka  | Japan          | –      | –      | –      | o      | o      | –      | o      | o      | xxx    |        | 2,09     |
| 6     | Bhim Singh         | Indien         | –      | –      | –      | o      | o      | xo     | o      | xo     | xxx    |        | 2,09     |
| 7     | Ioannis Kousoulas  | Griechenland   | –      | –      | –      | –      | o      | xo     | o      | xxo    | xxx    |        | 2,09     |
| 8     | Mahamat Idriss     | Tschad         | –      | –      | –      | –      | –      | –      | o      | –      | xxx    |        | 2,06     |
| 9     | Teodoro Palacios   | Guatemala      | –      | –      | –      | o      | –      | o      | o      | xxx    |        |        | 2,06     |
| 10    | Jón Ólafsson       | Island         | –      | –      | –      | o      | xo     | xxo    | xo     | xxx    |        |        | 2,06     |
| 11    | Michel Portmann    | Schweiz        | –      | –      | –      | –      | o      | –      | xxo    | xxx    |        |        | 2,06     |
| 12    | Fernando Abugattas | Peru           | –      | –      | –      | –      | xo     | o      | xxx    |        |        |        | 2,03     |
| 13    | Fernand Tovondray  | Madagaskar     | –      | –      | –      | o      | xxo    | o      | xxx    |        |        |        | 2,03     |
| 14    | Thomas Wieser      | Schweiz        | –      | –      | –      | o      | o      | xo     | xxx    |        |        |        | 2,03     |
| 15    | Csaba Dosa         | Rumänien       | –      | o      | o      | o      | xxo    | xxo    | xxx    |        |        |        | 2,03     |
| 16    | Wilf Wedmann       | Kanada         | –      | –      | –      | –      | o      | –      | xxx    |        |        |        | 2,00     |
| 17    | Roberto Abugattas  | Peru           | –      | –      | –      | –      | xo     | –      | xxx    |        |        |        | 2,00     |
| 18    | Anthony Balfour    | Bahamas        | –      | o      | o      | o      | xxx    |        |        |        |        |        | 1,95     |
| 19    | Hong Son-long      | Taiwan         | o      | o      | xxo    | o      | xxx    |        |        |        |        |        | 1,95     |
| 20    | Nurullah Candan    | Türkei         | xxo    | o      | xxo    | o      | xxx    |        |        |        |        |        | 1,95     |
| 21    | Marconi Turay      | Sierra Leone   | o      | o      | xxo    | xxx    |        |        |        |        |        |        | 1,90     |
| DNS   | Ababacar Ly        | Senegal        |        |        |        |        |        |        |        |        |        |        |          |
| DNS   | Freddy Herbrand    | Belgien        |        |        |        |        |        |        |        |        |        |        |          |
| DNS   | Samuel Igun        | Nigeria        |        |        |        |        |        |        |        |        |        |        |          |

In der Qualifikation ausgeschiedene Hochspringer:

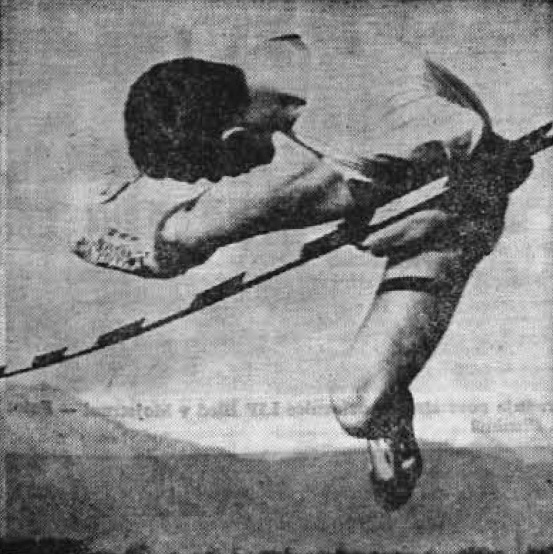
Polde Milek Gruppe A / 2,00 m
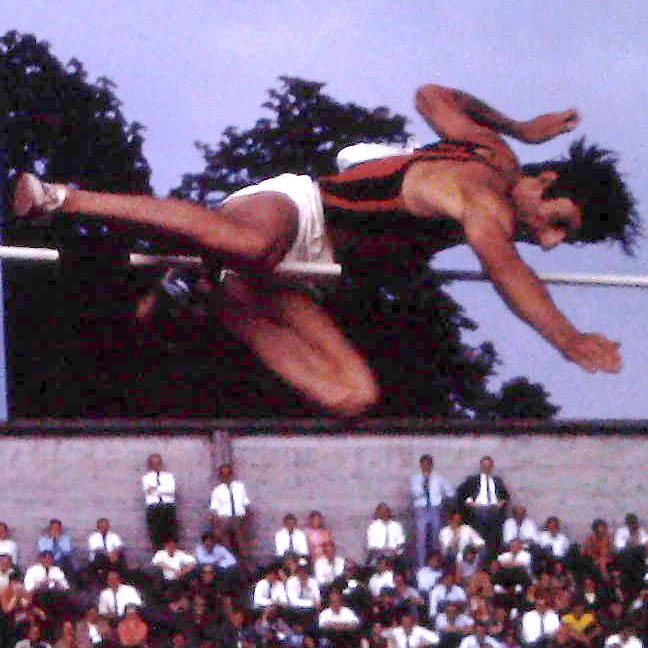
Michel Portmann Gruppe B / 2,06 m

## Finale
Datum: 20. Oktober 1968, ab 10:00 Uhr
| Platz | Name                | Nation         | 2,00 m | 2,03 m | 2,06 m | 2,09 m | 2,12 m | 2,14 m | 2,16 m | 2,18 m  | 2,20 m | 2,22 m | 2,24 m | 2,29 m | Endresultat |
| ----- | ------------------- | -------------- | ------ | ------ | ------ | ------ | ------ | ------ | ------ | ------- | ------ | ------ | ------ | ------ | ----------- |
| 1     | Dick Fosbury        | USA            | –      | o      | –      | o      | –      | o      | –      | o ORe   | o OR   | o OR   | xxo OR | xxx    | 2,24 m OR   |
| 2     | Ed Caruthers        | USA            | –      | –      | –      | o      | –      | xxo    | –      | xxo ORe | o OR   | xo OR  | xxx    |        | 2,22 m000   |
| 3     | Walentin Gawrilow   | Sowjetunion    | o      | o      | o      | o      | o      | o      | o      | –       | o OR   | xxx    |        |        | 2,20 m000   |
| 4     | Waleri Skworzow     | Sowjetunion    | –      | o      | xo     | o      | xxo    | o      | xxo    | xxx     |        |        |        |        | 2,16 m000   |
| 5     | Reynaldo Brown      | USA            | –      | o      | –      | o      | –      | o      | –      | xxx     |        |        |        |        | 2,14 m000   |
| 6     | Giacomo Crosa       | Italien        | o      | –      | xo     | o      | o      | o      | xxx    |         |        |        |        |        | 2,14 m000   |
| 7     | Gunther Spielvogel  | BR Deutschland | –      | –      | o      | o      | xxo    | xo     | xxx    |         |        |        |        |        | 2,14 m000   |
| 8     | Lawrie Peckham      | Australien     | –      | o      | o      | o      | xo     | xxx    |        |         |        |        |        |        | 2,12 m000   |
| 9     | Robert Sainte-Rose  | Frankreich     | o      | –      | o      | o      | xxx    |        |        |         |        |        |        |        | 2,09 m000   |
| 9     | Ingomar Sieghart    | BR Deutschland | –      | o      | o      | o      | xxx    |        |        |         |        |        |        |        | 2,09 m000   |
| 11    | Luis María Garriga  | Spanien        | o      | –      | xo     | o      | xxx    |        |        |         |        |        |        |        | 2,09 m000   |
| 12    | Ahmed Sénoussi      | Tschad         | –      | –      | xo     | xxo    | xxx    |        |        |         |        |        |        |        | 2,09 m000   |
| 13    | Miodrag Todosijević | Jugoslawien    | o      | –      | o      | xxx    |        |        |        |         |        |        |        |        | 2,06 m000   |

Der US-Amerikaner Fosbury galt nicht als Favorit. Zwar konnte er 1968 die US-Meisterschaft gewinnen, doch bei den Olympiaausscheidungen hatte er hinter seinen Landsleuten Ed Caruthers und Reynaldo Brown gelegen. Aber Fosburys Sprungstil zog natürlich sehr viel Aufmerksamkeit auf sich. Mit schnellem Anlauf rückwärts über die Latte zu springen – das hatte es bei einer Großveranstaltung noch nicht gegeben und so waren alle Blicke auf Dick Fosbury und seinen "Flop" gerichtet.
Das Finale war von etlichen Fehlversuchen gekennzeichnet und wieder gab es ein Duell USA gegen UdSSR, diesmal mit anderem Ausgang als bei den letzten beiden Olympischen Spielen. Caruthers hatte bei 2,14 m und 2,18 m Schwierigkeiten, Skworzow bei 2,12 m und 2,16 m. Aber das Leistungsniveau war deutlich höher als vor vier Jahren in Tokio, wo 2,18 m zum Olympiasieg gereicht hatten. Drei Springer, Fosbury, Caruthers und Gawrilow, schafften 2,20 m jeweils im ersten Versuch. Brown war mittlerweile bei 2,18 m ausgeschieden und lag noch hinter Skworzow auf Platz fünf. An 2,22 m scheiterte Gawrilow, Fosbury nahm die Höhe im ersten, Caruthers im zweiten Versuch. 2,24 m waren dann für Caruthers zu hoch, Fosbury überquerte die Latte im dritten Versuch, das war neuer olympischer Rekord. An der neuen Weltrekordhöhe von 2,29 m scheiterte jedoch auch der neue Olympiasieger.

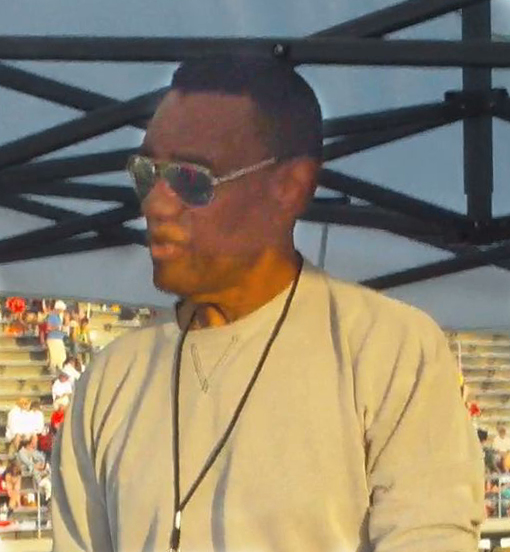
Silbermedaillengewinner Ed Caruthers (im Jahr 2012)
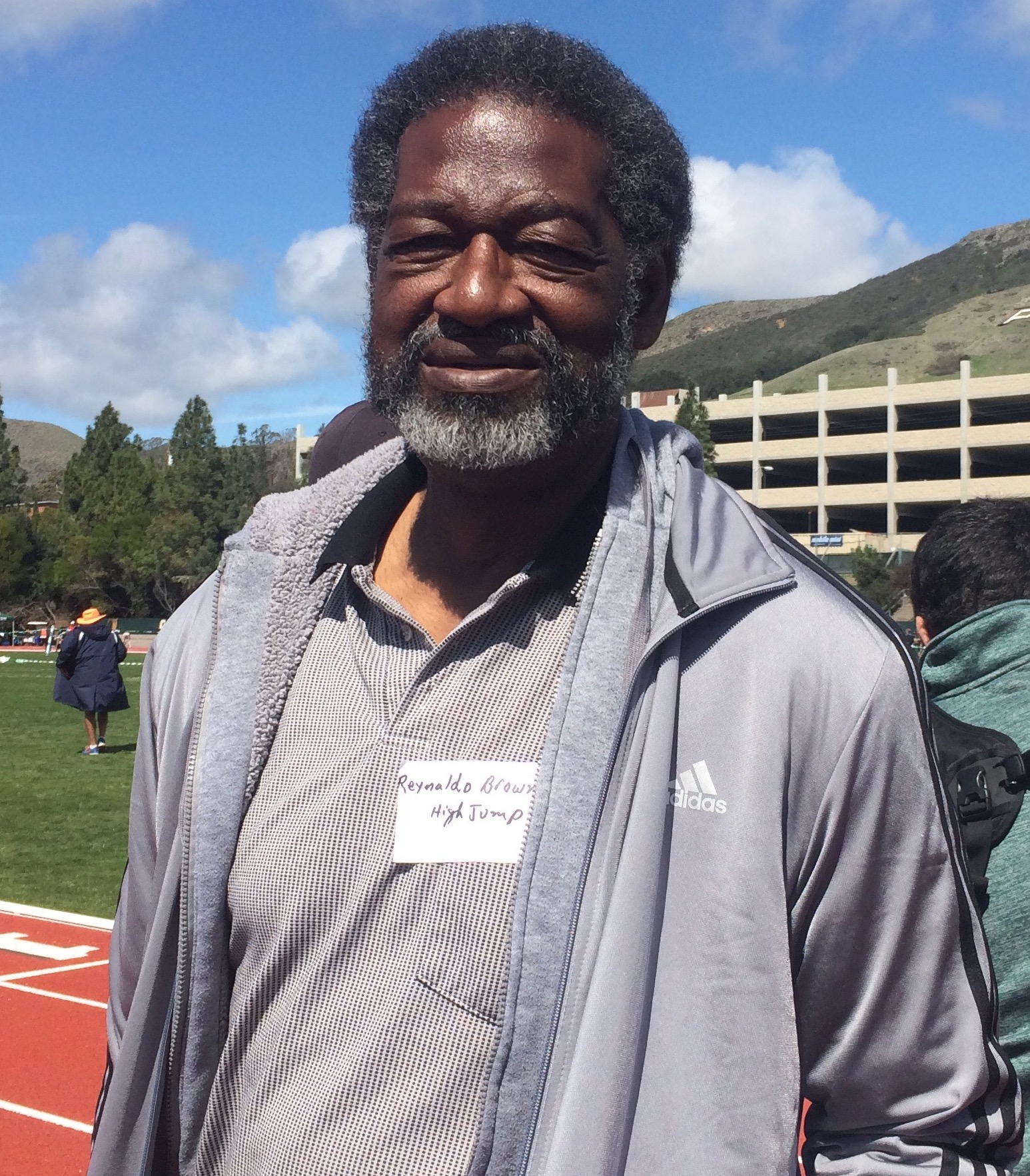
Reynaldo Brown (hier im Jahr 2018) belegte Rang fünf
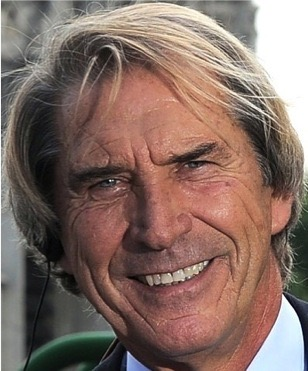
Der sechstplatzierte Giacomo Crosa (Foto: 2012)

## Videolinks
- Mexico 1968 high Jump Final (Fosbury 2.24m Ed charuters 2.22m).wmv, youtube.com, abgerufen am 8. November 2017
- Fosbury revolutioniert den Hochsprung in Mexiko-Stadt 1968, The Olympics On The Record, youtube.com, abgerufen am 19. September 2021